# Jens Kreutzmann (Richter)
Otto Mads Levi Jens Kreutzmann (* 1. Oktober 1925 in Maniitsoq; † 2003) war ein grönländischer Fischereibiologe, Museumsleiter und Richter.

## Leben
Jens Kreutzmann war der Sohn des Böttchers und Udstedsverwalters Josef „Ujoorsinnguaq“ Efraim Otto Kreutzmann (1893–1971) und seiner Frau Mikol Rakel Bergethe Lyberth (1899–1964). Er wurde als zweites von sieben Kindern in Maniitsoq geboren, aber wuchs in Atammik und Appamiut auf, wo sein Vater arbeitete. Da seine Mutter psychische Probleme hatte, lebte er meist bei seiner Tante Andrea Jeftasen. Als er zehn Jahre alt war, zog er mit seinen Eltern zurück nach Maniitsoq. Als er 14 Jahre alt war, zog er nach Nuuk, um dort Grønlands Seminarium zu besuchen, um eine Ausbildung zum Lehrer und Katecheten zu machen. 1946 zog er nach Dänemark, um sich weiterbilden zu lassen. Er wollte eigentlich einen Gymnasialabschluss machen, aber das stand Grönländern zu diesem Zeitpunkt nicht zu. Deswegen besuchte er Danmarks Lærerhøjskole. 1949 wurde er nebenher bei Grønlands Fiskeriundersøgelser in Kopenhagen angestellt. 1951 erkrankte er an Tuberkulose und lag ein Jahr lang im Krankenhaus, wo ihm ein Teil der Lunge entfernt wurde. Während er im Krankenhaus lag, half er Oberarzt Ole Christensen bei seiner Doktorarbeit. Als 1953 das Fischereibiologische Labor in Nuuk errichtet wurde, wurde Jens Kreutzmann zu dessen Laborleiter ernannt, was er bis 1964 blieb. 1962 schrieb er das Kapitel zur Fischerei im Bogen om Grønland. 1964 war er an der Gründung einer Fischereifachschule in Grönland beteiligt. 1964 war er auch Mitgründer und Vizevorsitzender der Inuit-partiet, eine der ersten grönländischen Parteien, die sich jedoch damals noch nicht durchsetzten. Nachdem er das Labor verlassen hatte, wurde er Dorfberater und reiste in Grönland umher, um die wirtschaftliche Lage in den Dörfern zu verbessern.
Mitte der 1950er Jahre entstand die Idee, ein grönländisches Landesmuseum zu gründen, und Jens Kreutzmann wurde ein Teil der Gruppe, die hierfür die Initiative ergreifen sollte. Nachdem eine erste Ausstellung im Ziegenstall des alten Missionsgebäudes in Noorliit aufgebaut worden war, wurde die Sammlung Anfang der 1960er Jahre in das Missionshauptgebäude verlegt und in diesem Zusammenhang ein Aufsichtsrat gegründet, dem Jens Kreutzmann angehörte. 1966 wurde das Grönländische Landesmuseum offiziell gegründet und Jens Kreutzmann erster Museumsleiter, damals aber noch nur als Teilzeitstelle. Er übte das Amt bis 1976 aus, als er von Jens Rosing abgelöst wurde, der im Zuge der offiziellen Anerkennung des Museums erstmals eine Vollzeitstelle erhielt.
Als Fischereilaborleiter war er häufig in Kontakt mit dem grönländischen Rechtswesen, da er an Gerichtsfällen illegaler Fischerei in grönländischen Gewässern mitwirkte. 1970 wurde er zum Schöffen in Grønlands Landsret ernannt. Am 23. Dezember 1977 heiratete er die dänische Lehrerin Inge Louise Jespersen (1933–1992). 1983 wurde er neben Agnethe Davidsen Kreisrichter in Nuuk. 1991 wurde er pensioniert. 1989 hatte er das Ritterkreuz des Dannebrogordens erhalten. Er starb 2003 im Alter von rund 78 Jahren. Später wurde der Tjalfesvej in Nuuk nach ihm in Jens Kreutzmannip Aqqutaa umbenannt.